# Resolutie 1645 Veiligheidsraad Verenigde Naties
Resolutie 1645 van de Veiligheidsraad van de Verenigde Naties werd op 20 december 2005 unaniem door de VN-Veiligheidsraad aangenomen. De resolutie richtte de VN-Vredesopbouwcommissie op.

## Inhoud

### Waarnemingen
De Veiligheidsraad erkende dat ontwikkeling, vrede, veiligheid en mensenrechten verbonden zijn en elkaar wederzijds versterken. Er moest een gecoördineerde, samenhangende en geïntegreerde aanpak komen om vrede op te bouwen en te verzoenen na conflicten om duurzame vrede te bereiken. De VN speelden een vitale rol in het voorkomen van conflicten, ze beëindigen en ervan te herstellen. Nationale overheden waren dan weer verantwoordelijk voor het bepalen van de prioriteiten en strategieën na een conflict en ook regionale organisaties speelden een belangrijke rol.

### Handelingen
In overeenstemming met de Algemene Vergadering besloot de Veiligheidsraad de Vredesopbouwcommissie op te richten als intergouvermenteel adviserend lichaam. De voornaamste doelen van die commissie werden het samenbrengen van alle actoren om te adviseren en voorstellen te doen over strategieën voor de opbouw van vrede en verzoening na een conflict, de aandacht te richten op het herstel van staatsinstellingen en aanbevelingen te doen om de coördinatie binnen en buiten de VN te verbeteren.
De resolutie legde vervolgens vast uit wie de Vredesopbouwcommissie zou worden samengesteld, waar ze kon vergaderen en wie daar dan bij moest zijn, dat ze moest samenwerken met andere internationale organisaties en dat haar beslissingen en aanbevelingen moesten worden gepubliceerd. De Commissie kreeg ook een organiserend comité dat de regels en procedures van de Commissie moest uitschrijven.

## Verwante resoluties
- Resolutie 1467 Veiligheidsraad Verenigde Naties (2003)
- Resolutie 1631 Veiligheidsraad Verenigde Naties
- Resolutie 1646 Veiligheidsraad Verenigde Naties
- Resolutie 1809 Veiligheidsraad Verenigde Naties (2008)

Lijst ·  1581 ·  1582 ·  1583 ·  1584 ·  1585 ·  1586 ·  1587 ·  1588 ·  1589 ·  1590 ·  1591 ·  1592 ·  1593 ·  1594 ·  1595 ·  1596 ·  1597 ·  1598 ·  1599 ·  1600 ·  1601 ·  1602 ·  1603 ·  1604 ·  1605 ·  1606 ·  1607 ·  1608 ·  1609 ·  1610 ·  1611 ·  1612 ·  1613 ·  1614 ·  1615 ·  1616 ·  1617 ·  1618 ·  1619 ·  1620 ·  1621 ·  1622 ·  1623 ·  1624 ·  1625 ·  1626 ·  1627 ·  1628 ·  1629 ·  1630 ·  1631 ·  1632 ·  1633 ·  1634 ·  1635 ·  1636 ·  1637 ·  1638 ·  1639 ·  1640 ·  1641 ·  1642 ·  1643 ·  1644 ·  1645 ·  1646 ·  1647 ·  1648 ·  1649 ·  1650 ·  1651